# Dimitri Serdjoek
Dimitri Serdjoek (Oekraïens: Дмитро Сердюк) (9 juli 1974) is een in Oekraïne geboren amateurbokser, die sinds zijn verhuizing naar Nederland bokst op een Hollandse licentie. Serdjoek komt uit in het middengewicht (tot 75 kilogram), en wordt getraind door Hennie van Bemmel op diens sportschool in Apeldoorn. 
De rechtsvoorstaande vuistvechter, anno 2005 goed voor acht Nederlandse titels, is in het dagelijks leven werkzaam als groepsleider in een tehuis voor moeilijk opvoedbare jongens. Hij nam namens Nederland driemaal (2000, 2002 en 2004) deel aan de Europese kampioenschappen. De laatste keer bereikte hij de kwartfinales. Serdjoek bokst tevens in de Duitse Bundesliga, bij VBC Velbert. In het seizoen 2003-2004 won hij acht wedstrijden op rij voor zijn club. Velbert werd mede daardoor voor de tweede keer kampioen van Duitsland, onder leiding van Van Bemmel.
Hij was, naast Hüsnü Kocabaş en Orhan Oztürk, een van de drie Nederlandse deelnemers aan de WK boksen van 2005, die in het Chinese Mianyang werden gehouden. Daar werd hij in de eerste ronde vrijgeloot, en verloor hij in de tweede ronde.